# Matematiskt uttryck
Ett uttryck är i matematik meningsfull sammanställning av tecken, det vill säga tecken ordnade så att de går att tolka matematiskt. Ofta avses symboler för tal och  variabler samt tecken för räkneoperationer, vilket gör att {\displaystyle 2}, {\displaystyle 2+x} och {\displaystyle f(a)+\sum _{k=1}^{n}\left.{\frac {1}{k!}}{\frac {d^{k}}{dt^{k}}}\right|_{t=0}f(u(t))+\int _{0}^{1}{\frac {(1-t)^{n}}{n!}}{\frac {d^{n+1}}{dt^{n+1}}}f(u(t))\,dt} är uttryck, medan {\displaystyle x+1=2} inte räknas som uttryck (då likhetstecknet inte är en räkneoperator). Även exempelvis {\displaystyle 1/0} räknas som ett uttryck då det går att tolka matematiskt, även om dess värde är odefinierat.
Det råder dock olika uppfattningar om huruvida ekvationer eller olikheter som exempelvis {\displaystyle x+1<2} räknas som uttryck. Om man betraktar ekvationen/olikheten som ett påstående har det antingen värdet sant eller falskt, beroende på vilka värden ingående variabler har – vilket på många sätt stämmer med hur matematiska uttryck beter sig. (Man bör dock hålla isär påståenden i form av ekvationer/olikheter och andra användningar av likhetstecknet, exempelvis för definitioner eller beskrivning av identiteter.)

## Förenkling
Att förenkla ett uttryck avser att med hjälp av räknelagar och räkneregler skriva om ett uttyck så att det, för något givet sammanhang, blir lättare att läsa eller använda. Vad som är ett förenklat uttryck kan alltså variera beroende på sammanhang – i vissa lägen kan exempelvis {\displaystyle (x+1)(x+2)} vara den enklaste formen att skriva ett uttryck på, medan det i andra sammanhang blir mer förenklat att skriva {\displaystyle x^{2}+3x+2}.